# Lac Palena
Pour les articles homonymes, voir Palena.
Le lac General Vintter également appelé lac Palena est un lac de Patagonie partagé entre l'Argentine et le Chili. En Argentine il est connu sous le nom de lago General Vintter (ou lago Vintter ou General Paz), tandis qu'au Chili on le nomme lago Palena.
Ce lac a une superficie totale de 135 km2, dont 51,2 km2 se trouve dans la Xe région de los Lagos chilienne et le restant (83,8 km2) se situent sur le territoire du département de Tehuelches de la province argentine du Chubut

## Émissaire
Le lac General Vintter est un lac andin d'origine glaciaire, tributaire de l'océan Pacifique.
Son émissaire, le río Carrenleufú encore appelé río Corcovado, prend naissance à son extrémité orientale (en Argentine). Il y effectue une large boucle en direction du nord, puis de l'ouest, avant de franchir la frontière chilienne.
Le Carrenleufú a un débit moyen de 25,68 m3/s à la sortie du lac et de 94 m3/s à la frontière argentino-chilienne.